# Попово (Воскресенский район)
Попово — деревня в составе Глуховского сельсовета в Воскресенском районе Нижегородской области.

## География
Находится в левобережье Ветлуги на расстоянии примерно 12 километров по прямой на северо-восток от районного центра поселка  Воскресенское.

## История
Деревня известна с XIX века. Входила в Макарьевский уезд Нижегородской губернии. Последний владелец Кондратьева-Барбашева. В 1859 году было 55 дворов и 308 жителей. В 1911 году учтено 86 дворов, в 1925 году 483 жителей.

## Население
Постоянное население составляло 124 человек (русские 100%) в 2002 году, 109 в 2010 году .